# Paolo Mangelli Orsi
Paolo Mangelli Orsi (Forlì, 30 de outubro de 1762 - Roma, 4 de março de 1846) foi um cardeal italiano.

## Biografia
Nasceu em Forlì em 30 de outubro de 1762. De uma família antiga e ilustre. Filho de Francesco Mangelli Orsi (+ 1779), feito conde de Latrão pelo Papa Clemente XIII em 10 de março de 1761, e da condessa Antonia Severoli (+ 1767), de Faenza, prima do cardeal Antonio Gabriele Severoli (1816). Ele tinha um irmão, Vincenzo, que era cavaleiro da graça da Ordem Equestre de São João de Jerusalém; e três irmãs que ingressaram na Ordem Franciscana. Seu sobrenome também está listado como Orsi Mangelli.
Primeiros estudos em Forlì; após a morte de seus pais, foi para Roma com seu irmão e residiu no mosteiro de S. Stefano del Cacco para continuar seus estudos de direito e filosofia no Arquiginásio de La Sapienza ; sucessivamente, ele foi para Veneza.
Em 22 de outubro de 1804, casou-se com a condessa Elisabetta Valmarana, e tiveram oito filhos.(1); ela morreu em 31 de outubro de 1817. Ele compareceu à coroação do imperador Napoleão I em Milão em 8 de junho de 1805. A partir de 23 de julho de 1805, foi presidente da administração departamental de Rubicão para a República Italiana. Quando as tropas napoleônicas chegaram a Forlì em 26 de dezembro de 1813, ele garantiu a transferência de poderes para o marechal Luigi Paulucci de' Calboli. Foi membro do conselho da Prefeitura de Rubicão até a queda do Império Napoleônico; depois, por nomeação do general Laval Nugent, representante do governo provisório austríaco, de 14 de julho de 1814 a 19 de julho de 1815, foi membro da comissão governamental presidida pelo general Stefanini para as três províncias de Bolonha, Ferrara e Romagna. Quando essa comissão terminou e iniciou o governo papal provisório,Quando por disposição ammirávelde 6 de julho de 1816 com a qual o pontífice reformou a divisão administrativa do estado pontifício. Após a morte de sua esposa, ele foi para Roma, onde em 1820, a pedido do Cardeal Ercole Consalvi, secretário de Estado, ingressou na prelazia e foi nomeado pelo Papa Pio VII camareiro particular supranumerário em 18 de dezembro de 1820; prelado doméstico em 4 de janeiro de 1821; e referendário das Assinaturas da Justiça e da Graça em 25 de janeiro de 1821. Em 24 de março de 1821 foi nomeado delegado em Benevento, para tentar restabelecer a ordem na província. Antes de partir, recebeu a tonsura eclesiástica do cardeal Giulio Maria Della Somaglia. Nesse mesmo ano, foi nomeado auditor da Sagrada Rota Romana, devido ao falecimento do Auditor Luigi Zinanni, mas recusou a nomeação, preferindo a carreira governamental e administrativa. Em 1823, ele foi transferido para Civitavecchia; em 1824, para Ancona; e em 1826, para Perugia. Em 3 de abril, o Papa Leão XII o nomeou clérigo da Câmara Apostólica e presidente da Gracia ; em 1828, tornou-se também presidente da Annona ; e em 1829 foi nomeado membro da Congregação de Revisão. Em 12 de dezembro de 1830, foi nomeado pró-legado em Ferrara, durante a sede vacanteapós a morte do Papa Pio VIII, mas teve que deixar a cidade dois meses depois por causa da insurreição de fevereiro de 1831, quando, após as revoltas francesas do ano anterior, as legações de Bolonha, Ferrara, Forlì e Ravenna declararam a cessação do Estado Pontifício. Retornou a Roma e em 6 de abril de 1835 tornou-se pró-presidente da Congregação do Recenseamento, mantendo essas funções até a substituição do cardeal Giovanni Francesco Falzacappa; e presidente da Comarca de Roma. Em 8 de fevereiro de 1838, foi nomeado protonotário partecipante apostólico.
Em 2 de dezembro de 1838 recebeu as quatro ordens menores de Antonio Piatti, arcebispo titular de Trebisonda, vice-gerente de Roma. Em 1º de março de 1840, recebeu o subdiaconato; e em 15 de março de 1840, o diaconato.
Ordenado em 29 de março de 1840. Auditor geral da Câmara Apostólica em 24 de janeiro de 1842. Abade commendatario da abadia de Ss. Clemente e Pancrazio.
Criado cardeal diácono no consistório de 27 de janeiro de 1843; recebeu o gorro vermelho e a diaconia de S. Maria della Scala, em 30 de janeiro de 1843. Optou pela diaconia de S. Maria in Cosmedin, em 22 de fevereiro de 1844. Foi membro das Congregações Lauretana ; do Bom Governo; das Águas; e do Censo.
Morreu em Roma em A noite entre 3 e 4 de março de 1846, em Roma. Exposto na igreja de S. Carlo ai Catinari, Roma, onde se realizou o funeral celebrado pelo Cardeal Giacomo Luigi Brignole; e enterrado na igreja de S. Maria della Vittoria, Roma.